# Vittorio Capellaro
Eusebio Vittorio Giovanni Battista Capellaro (Mongrando, 21 ottobre 1877 – Rio de Janeiro, 1943) è stato un produttore cinematografico, regista, attore cinematografico sceneggiatore italiano.
Fu uno dei pionieri del cinema muto del Brasile.

## Biografia
Viaggia in Brasile in una tournée teatrale nel 1907 e nel 1913. Torna in Brasile nel 1915 per realizzare Inocência una produzione propria tratta dal romanzo di Alfredo d'Escragnolle Taunay e nella quale è anche attore. Nel 1916 adatta e realizza O guarani, dal romanzo di José de Alencar. Nel 1917 produce, realizza e interpreta O cruzeiro do Sul basandosi sul romanzo O mulato di Aluíso de Azevedo. Nello stesso anno ritorna in Italia per fare il servizio militare. Alla fine della prima guerra mondiale ritorna in Brasile con la moglie Giorgina Nodari, la protagonista del film Iracema tratto dell'opera di José de Alencar e con Benedetti come direttore della fotografia. A Rio de Janeiro incontra i proprietari di sale cinematografiche Alberto Sestini e Gustavo Pinfildi. Per un breve periodo Capellaro parte nel Nordest del Brasile come distributore ambulante. Poi ricomincia la sua attività di produttore e regista con O garimpeiro (1920) e il remake di O guarani (1926) in seguito al successo della prima versione.
Capellaro ha inoltre realizzato numerosi documentari e giornali per il cinema.
Nel 1943, nel clima di caccia alla "quinta colonna", Capellaro è riconosciuto come italiano da due poliziotti a causa del suo accento. Lo portano al commissariato dove viene battuto. Morirà alcuni giorni dopo nella sua casa a causa delle sue ferite.

## Filmografia
- Inocência (1915)
- O guarani (Il Guarani) (1916)
- O cruzeiro do Sul (1917)
- Iracema (1917)
- O garimpeiro (1920)
- O guarani (remake) (1926)
- O caçador de Diamantes (Il cacciatore di diamanti) (1934)
- Fazendo Fitas (1935)